# Aleš Pipan
Aleš Pipan (Celje, 24 maggio 1959) è un allenatore di pallacanestro sloveno.

## Carriera
È stato il ct della nazionale slovena all'Europeo 2005, al Mondiale 2006 e all'Europeo 2007. Dal 2011 allena la Polonia.
In passato ha allenato Satex Maribor, Zagorje BZ, Pivovarna Laško, Krka Novo mesto e Geoplin Slovan.

## Palmarès
- Campionato macedone: 1

MZT Skopje: 2014-15
- Coppa di Slovenia: 1

Pivovarna Laško: 2004
- Supercoppa polacca: 1

Włocławek: 2007
- Alpe Adria Cup: 1

Zlatorog Laško: 2017-18